# Samoana diaphana
Samoana diaphana és una espècie de mol·lusc gastròpode pertanyent a la família Partulidae.
Viu als boscos de muntanya per damunt dels 1.000 m d'altitud. És un endemisme de la Polinèsia Francesa: Illes de la Societat (Moorea i Tahití). La seua principal amenaça és el caragol carnívor Euglandina rosea (introduït a Moorea l'any 1977).